# Aweil West
Aweil West är ett län (county) i Sydsudan. Det ligger i delstaten Northern Bahr el Ghazal, i den nordvästra delen av landet, 700 kilometer nordväst om huvudstaden Juba.